# Zoigê

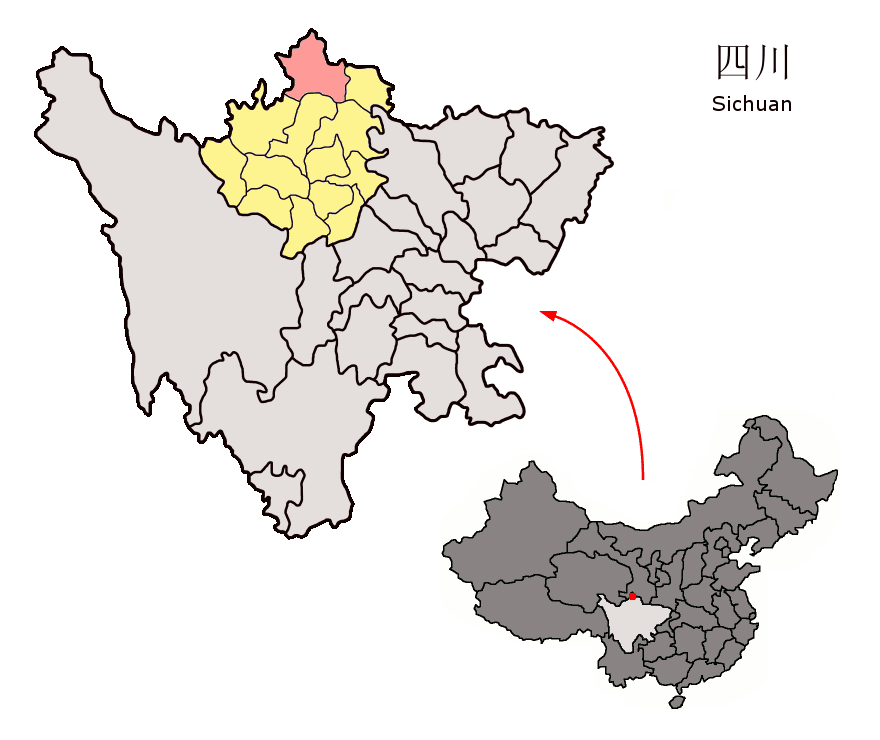
Lage des Kreises Zoigê innerhalb von Sichuan.

Der Kreis Zoigê (auch Dzöge; tibetisch མཛོད་དགེ་རྫོང་, Wylie mdzod dge rdzong; chinesisch 若尔盖县, Pinyin Ruò’ěrgài Xiàn) liegt im Verwaltungsgebiet des Autonomen Bezirks Ngawa der Tibeter und Qiang im Norden der chinesischen Provinz Sichuan, Volksrepublik China. Sein Hauptort ist die Großgemeinde Dagcagoin (达扎寺镇). Er hat eine Fläche von 8.481 Quadratkilometern und zählt 76.712 Einwohner (Stand: Zensus 2020).

## Geografie
siehe auch: Zoigé-Feuchtgebiet

## Administrative Gliederung
Auf Gemeindeebene setzt sich der Kreis aus vier Großgemeinden und dreizehn Gemeinden zusammen. Diese sind (Pinyin/chin.):
- Großgemeinde Dazhasi 达扎寺镇 (Verwaltungssitz)
- Großgemeinde Tangke 唐克镇
- Großgemeinde Hongxing 红星镇
- Großgemeinde Shanman 辖曼镇

- Gemeinde Banyou 班佑乡
- Gemeinde Axi 阿西乡
- Gemeinde Maixi 麦溪乡
- Gemeinde Nenwa 嫩哇乡
- Gemeinde Donglie 冻列乡
- Gemeinde Chonger 崇尔乡
- Gemeinde Reer 热尔乡
- Gemeinde Zhanwa 占哇乡
- Gemeinde Jiangzha 降扎乡
- Gemeinde Baxi 巴西乡
- Gemeinde Axirong 阿西茸乡
- Gemeinde Qiuji 求吉乡
- Gemeinde Azuo 包座乡

## Ethnische Gliederung der Bevölkerung (2000)
Beim Zensus im Jahr 2000 hatte Zoigê 65.413 Einwohner.
| Name des Volkes | Einwohner | Anteil  |
| --------------- | --------- | ------- |
| Tibeter         | 58.781    | 89,86 % |
| Han             | 4.941     | 7,55 %  |
| Hui             | 1.401     | 2,14 %  |
| Qiang           | 196       | 0,3 %   |
| Manju           | 26        | 0,04 %  |
| Bai             | 22        | 0,03 %  |
| Yi              | 10        | 0,02 %  |
| Miao            | 5         | 0,01 %  |
| Tujia           | 5         | 0,01 %  |
| Uiguren         | 5         | 0,01 %  |
| Sonstige        | 21        | 0,03 %  |